# Anke Jansen
Anke Jansen (Den Haag, 19 april 1956) is een Nederlandse actrice. Jansen studeerde in 1987 af aan de Toneelschool Arnhem en speelde onder andere rollen in Westenwind en Goede tijden, slechte tijden.

## Filmografie
- 1993 - Twaalf steden, dertien ongelukken
- 1995-1996 - Goede tijden, slechte tijden - Titia Holst
- 1997 - Onderweg naar Morgen
- 1998 - De club - Els / Nicole
- 1998/1999 - Toen was geluk heel gewoon - Katja van de Lande
- 1999 - Hertenkamp
- 1999 - Blauw Blauw
- 2001 - Westenwind - Staatssecretaris Annemarie Zwavel
- 2001 - TV7
- 2004 - Toen was geluk heel gewoon - Katja van de Lande